# 醒めながら見る夢 (堂珍嘉邦の曲)
「醒めながら見る夢」（さめながらみるゆめ）は、2014年5月14日にScalearから発売された堂珍嘉邦4枚目のシングル。

## 解説
堂珍主演、同年5月17日公開の日本映画『醒めながら見る夢』主題歌。
カップリングには2011年の音楽劇『醒めながら見る夢』の「めりーごーらんど・わんだーらんど」収録。フォトブック付完全生産限定盤。
フォトブック・ジャケット・ポスター・MVには、映画『醒めながら見る夢』本編映像が使われ、歌詞は堂珍が演じる海江田優児の心境が反映されている。MVディレクターは吉良山建一。

## 収録曲
全作詞・作曲：辻仁成／編曲：磯江俊道
1. 醒めながら見る夢　[4:05]
2. めりーごーらんど・わんだーらんど [4:15]

## キャンペーン
堂珍は、5月18日ららぽーと豊洲（東京都）、24日アリオ鳳（大阪府）、6月14日WonderGOO守谷（茨城県）、7月7日タワーレコード渋谷にて購入対象者限定アコースティック・ライブとサイン入りポスター手渡し会を開催した。
一部店舗購入特典・映画「醒めながら見る夢」ポスター
- タワーレコード限定
- TSUTAYA限定
- HMV限定